# The Great Subconscious Club
The Great Subconscious Club è l'album di debutto del gruppo belga K's Choice registrato nel 1994. Originariamente era stato pubblicato sotto il nome di The Choice, ma il gruppo cambiò nome. "Me Happy", "Breakfast", "I Smoke a Lot" e "The Ballad of Lea & Paul" sono stati pubblicati come singoli.

## Tracce
Testi e musiche di Sarah e Gert Bettens.
1. Me Happy – 3:00
2. Breakfast – 2:42
3. I Smoke A Lot – 2:54
4. Walk Away – 2:43
5. Elegia – 4:03
6. My Heart – 3:22
7. I Wanna Meet The Man – 3:06
8. What the Hell Is Love – 2:54
9. I Will Return To You – 3:47
10. The Ballad of Lea & Paul – 3:17
11. Winter – 3:08
12. Laughing As I Pray – 3:10

## Formazione
- Sarah Bettens - voce, chitarra
- Gert Bettens - chitarra, tastiere, voce,
- Jean Blaute - basso, chitarra, tastiere, produzione
- Luk Degraaff - basso
- Evert Verhees - basso
- Stoy Stoffelen - percussioni
- Walter Mets - percussioni
- Marc Francois - Engineer
- Werner Pensaert - Engineer
- Vladimir Meller - mastering
- Jurgen Rogiers - Fotografia